# William Le Baron Jenney

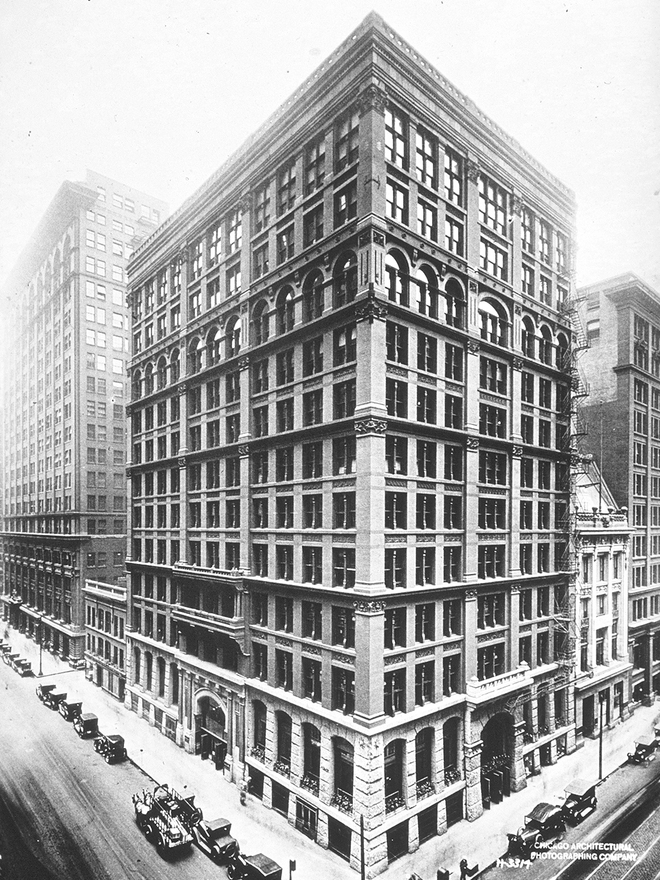
Vista del Home Insurance Building, Chicago.

William Le Baron Jenney (1832-1907). Fue un arquitecto e ingeniero estadounidense, antiguo alumno de la École Centrale des Arts et Manufactures (École centrale Paris, en París de los años 1853 a 1856. Participó activamente en las tareas de la reconstrucción de Chicago después del incendio de Chicago .
Creó el primer rascacielos, el Home Insurance Building, con las nuevas técnicas de construcción en acero, por lo que fue el precursor de la llamada Escuela de Chicago.

## Vida y carrera
Jenney nació en Fairhaven, Massachusetts el 25 de septiembre de 1832, hijo de William Proctor Jenney y Eliza LeBaron Gibbs. Jenney comenzó su educación formal en la Phillips Academy, Andover, en 1846, y en la Lawrence Scientific School de Harvard en 1853, pero se trasladó a la École Centrale des Arts et Manufactures (École Centrale Paris) para estudiar ingeniería y arquitectura.
En la École Centrale Paris, aprendió las últimas técnicas de construcción con hierro, así como la doctrina funcionalista clásica de Jean-Nicolas-Louis Durand (1760-1834), profesor de arquitectura en la Ecole Polytechnique. Se graduó en 1856, un año después de su compañero de clase, Gustave Eiffel, el diseñador de la Torre Eiffel.
En 1861, regresó a los Estados Unidos para unirse al Ejército de la Unión como ingeniero en la Guerra Civil norteamericana, diseñando fortificaciones para los generales Sherman y Grant.
Se pidió a los ingenieros de la Unión que construyeran una nueva carretera que se extendía desde Young's Point hasta Bowers 'Landing, en la costa de Luisiana, debajo de Warrenton. Esto acortaría la distancia a la que deben transportarse las raciones y las municiones a solo ocho millas. También liberaría a los soldados de infantería que custodiaban la línea de suministro cuyo servicio se necesitaba en otro lugar, y establecería ambas terminales bajo la protección de las fuerzas navales estadounidenses. La tarea fue asignada al Capitán William LB Jenney, quien se desempeñó como ingeniero jefe del XV Cuerpo de Sherman. Para su consternación, Jenney se dio cuenta de que toda la ruta de 13 km tenía que ser puenteada o con pana, ya que en muchos lugares el agua tenía 50 cm de profundidad. El trabajo en la carretera comenzó el 10 de mayo cuando un regimiento de tropas y un destacamento de pioneros trabajaban bajo la dirección de Jenney. Al día siguiente, Maj. William Tweeddale llegó con tres compañías del Regimiento de Ingenieros del Oeste de Bissell para ayudar a abrir la carretera. Gracias a los denodados esfuerzos de estos hombres, los carros pudieron rodar por la carretera a las 10 a. m. del 12 de mayo.
Al final de la guerra, había llegado al grado de comandante y era ingeniero a cargo en la sede de la Unión de Nashville. Después de la guerra, en 1867, Jenney se mudó a Chicago, Illinois, y comenzó su propia oficina de arquitectura, que se especializó en edificios comerciales y planificación urbana.
Su trabajo sobre domicilios particulares se caracterizaba por las casas de planta libre y abierta y equipadas con las últimas comodidades técnicas, como muestra la casa del coronel James H. Bowen (1868), Hyde Park, Illinois, un chalet suizo de circulación abierta anterior al Estilo Prairie School de Frank Lloyd Wright. Por lo general, el estilo de diseño de Jenney siguió el eclecticismo general de la época, aunque su preferencia personal era por un estilo moderno de arquitectura gótica como el del francés Baron Haussmann. Fue uno de los mayores arquitectos de la Primera Escuela de Chicago.
A fines de la década de 1870, viajó semanalmente a Ann Arbor, Míchigan, para comenzar y enseñar en el programa de arquitectura en la Universidad de Míchigan. En años posteriores, los futuros líderes de la Escuela de Chicago como Louis Sullivan, Daniel Burnham, William Holabird y Martin Roche, realizaron sus aprendizajes de arquitectura con Jenney.
Jenney continuó absorbiendo los escritos sobre la teoría y la práctica del diseño de edificios del experto escocés James Fergusson (1808-86), del arquitecto y constructor francés muy influyente Viollet-le-Duc (1814-79) y de otros importantes escritores arquitectónicos de su siglo, sintetizando sus ideas y transmitiéndolas a sus alumnos.
El 8 de mayo de 1867, Jenney y Elizabeth "Lizzie" Hannah Cobb, de Cleveland, Ohio, se casaron. Tuvieron dos hijos llamados Max y Francis. Jenney fue elegido asociado del Instituto Americano de Arquitectos en 1872 y se convirtió en miembro en 1885. Se desempeñó como primer vicepresidente de 1898 a 1899. En Chicago diseñó el edificio Ludington y el edificio Manhattan, ambos construidos en 1891 y Monumentos Históricos Nacionales estadounidenses. También diseñó el Edificio Hortícola para la Exposición Mundial Colombina de 1893 celebrada en Chicago.

## Advenimiento del rascacielos de estructura de acero
Jenney es conocido por diseñar el edificio de seguros para el hogar de diez pisos en Chicago. El edificio fue el primer edificio completamente de estructura metálica y se considera el primer rascacielos. Fue construido de 1884 a 1885, ampliado agregando dos pisos en 1891 y demolido en 1931. En sus diseños, usó columnas y vigas de metal, en lugar de piedra y ladrillo, para sostener los niveles superiores del edificio.
El acero necesario para sostener el edificio de seguros para el hogar pesaba solo un tercio del peso de un edificio de diez pisos hecho de mampostería pesada. Con este método, se redujo el peso del edificio, lo que permitió la posibilidad de construir estructuras aún más altas. Más tarde, resolvió el problema de la construcción a prueba de fuego para edificios altos utilizando mampostería, hierro y pisos y tabiques de terracota. En los años de 1889 a 1891, mostró su sistema en la construcción del Second Leiter Building, también en Chicago.
Según un relato popular, un día llegó temprano a casa y sorprendió a su esposa que estaba leyendo. Dejó su libro encima de una jaula de pájaros y corrió a su encuentro. Cruzó la habitación, levantó el libro y lo dejó caer en la jaula de pájaros dos o tres veces. Entonces, exclamó: "¡Funciona! ¡Funciona! ¿No lo ves? Si esta pequeña jaula puede contener este pesado libro, ¿por qué una jaula de hierro o acero no puede ser el marco de todo un edificio?" Jenney aplicó su nueva idea a la construcción del Home Insurance Building, el primer rascacielos del mundo, que se erigió en 1884 en la esquina de las calles LaSalle y Monroe en Chicago. Otra fuente cita que la inspiración para el rascacielos de acero proviene de la arquitectura vernácula filipina, donde la construcción con marcos de madera le dio a Jenney la idea. El Home Insurance Building fue el primer ejemplo de un edificio de esqueleto de acero, la primera cuadrícula de columnas de hierro, vigas, vigas y vigas de piso jamás construida.

## Legado
Murió en Los Ángeles, California, el 15 de junio de 1907. Tras la muerte de Jenney, sus cenizas fueron esparcidas por la tumba de su mujer, justo al sur de la sección Eternal Silence del cementerio de Graceland de Uptown.  En 1998, Jenney ocupó el puesto número 89 en el libro 1.000 años, 1.000 personas: clasificación de los hombres y mujeres que dieron forma al milenio. 
Las notas y documentos originales de Jenney, incluido el cuaderno lógrafo de Jenney de 1884 que contiene, entre otras cosas, cálculos estructurales para el edificio de seguros del hogar, y su esbozo sin fecha titulado "Clave del rascacielos", están en manos del Instituto de Arte de Chicago.

## Obras

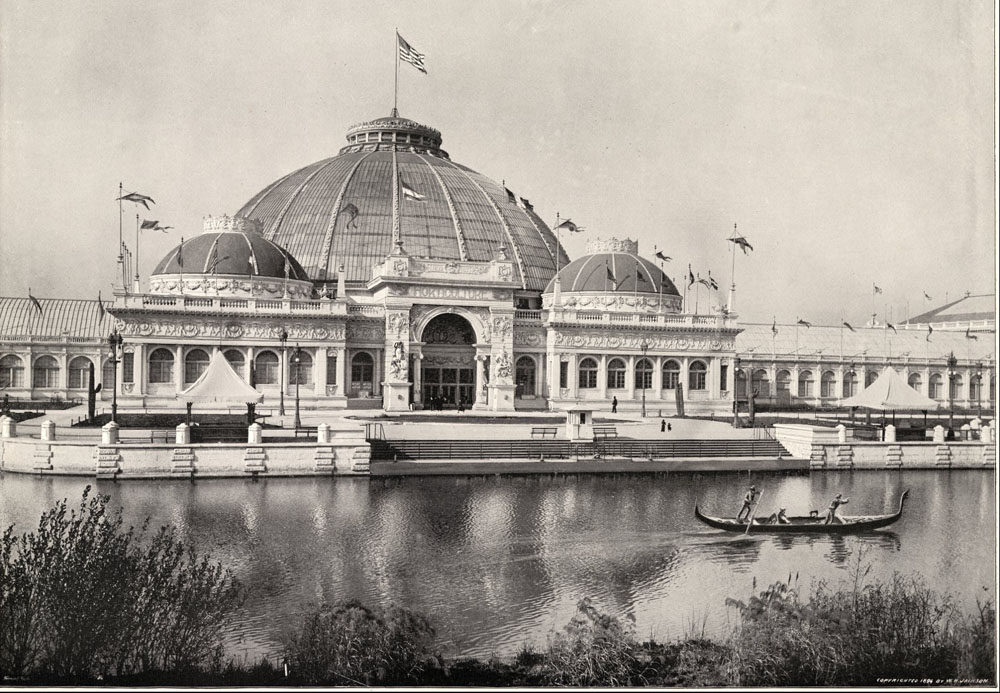
Edificio hortícola en la Exposición Mundial Colombina.

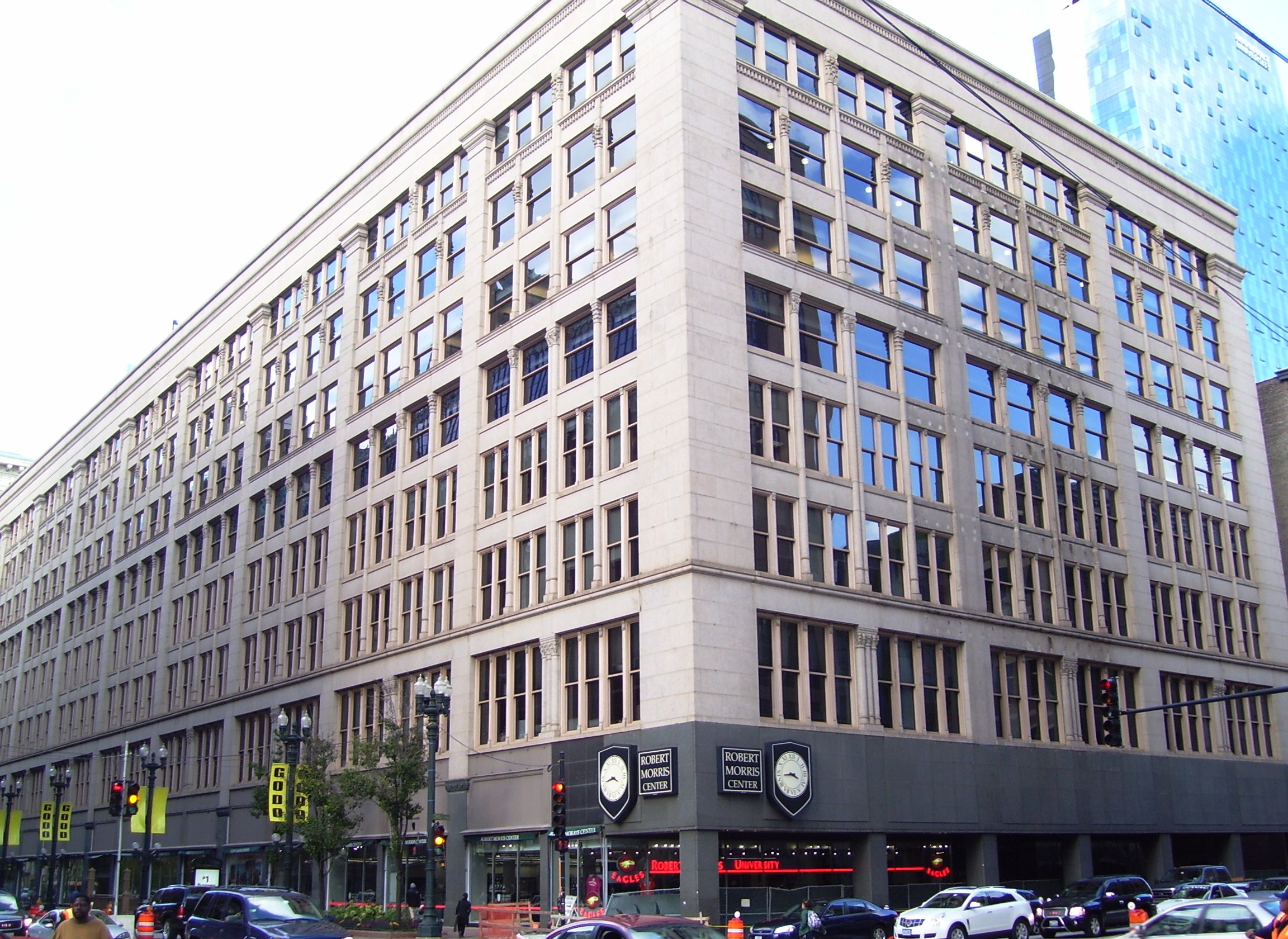
El Second Leiter Building.

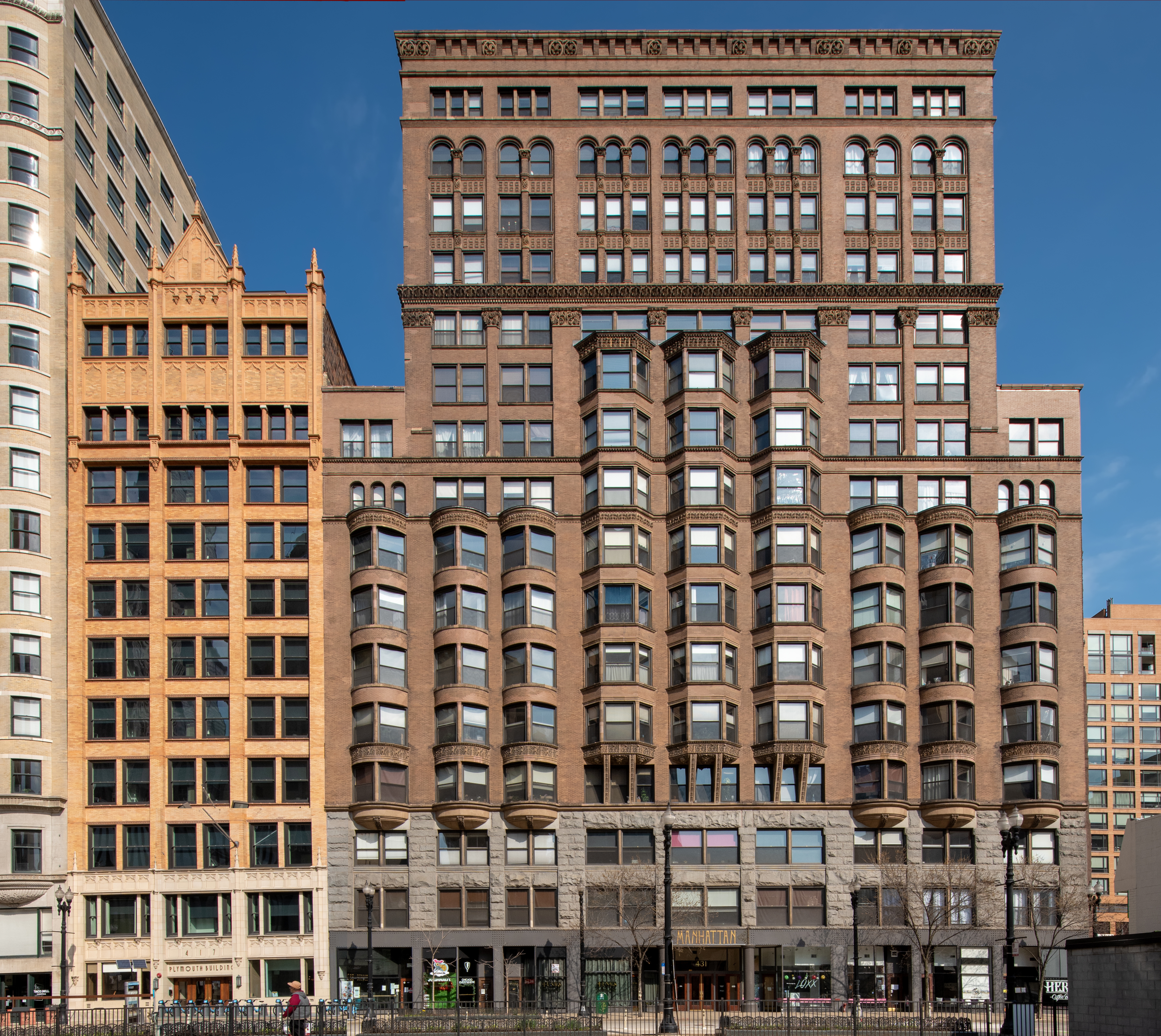
El Manhattan Building.

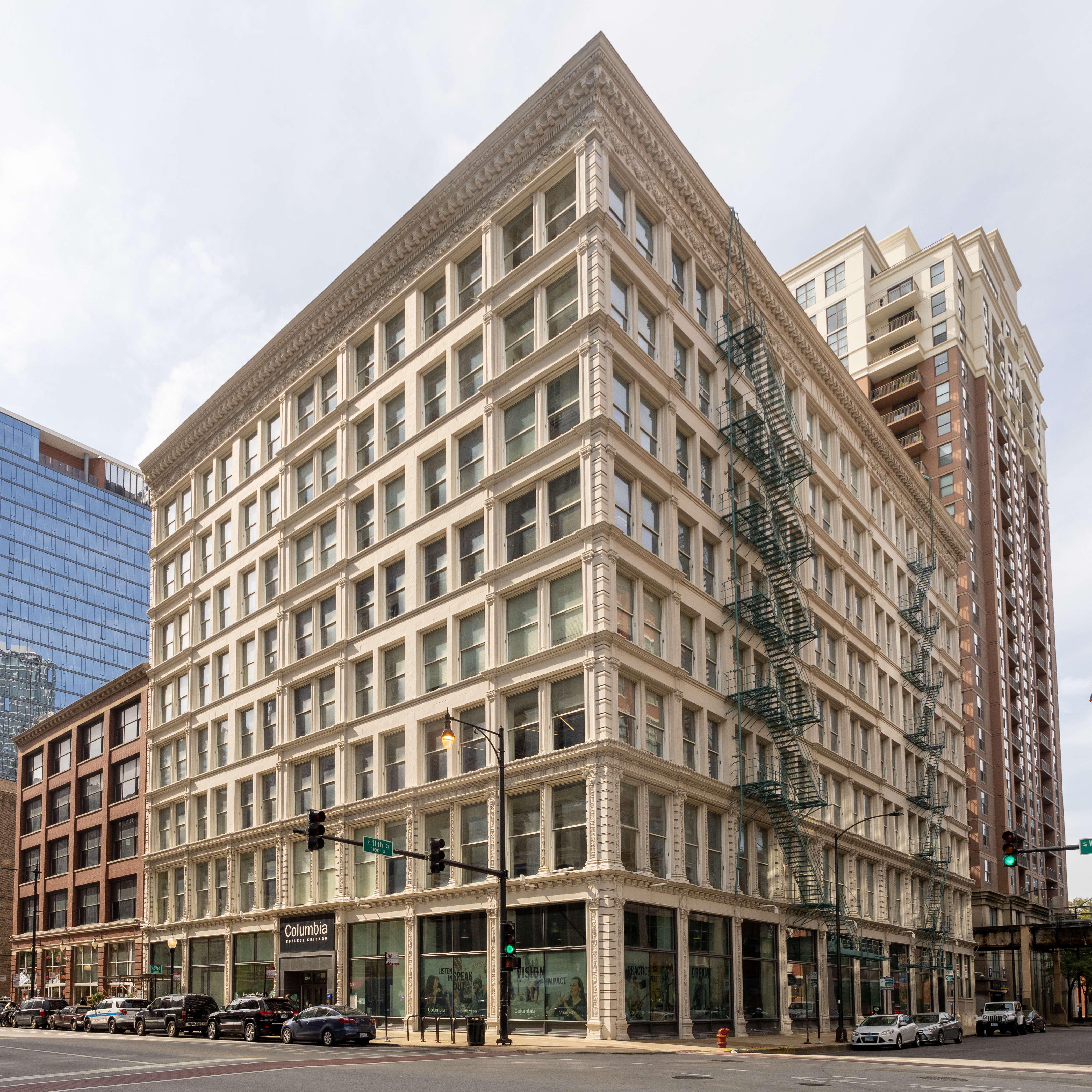
El Ludington Building, en Chicago.

- First Leiter Building, Chicago, 1879: forjados de madera sobre columnas en fundición, pilares de piedra en fachada sin papel estructural y que cargan sólo su propio peso.
- Home Insurance Building, Chicago, 1885: base de granito, vigas de fundición, elementos de hierro forjado; vigas de acero a partir del séptimo piso.
- Edificio hortícola en la Exposición Mundial Colombina
- 19 South LaSalle Street, 1893, centro de Chicago
- Col James H. Bowen House, Hyde Park, Chicago, construida en 1869
- Metropolitan Block, 770 Main St, Lake Geneva, Wisconsin, construido en 1874, listado por NRHP [6]
- Primera Iglesia Congregacional (Manistee, Míchigan), construida en 1892 o 1888
- Edificio de seguros para el hogar, Chicago, construido en 1884
- Edificio hortícola, para la Exposición Mundial Colombina, Chicago, construido en 1893
- Cementerio de Lake Forest, Lake Forest, Illinois
- Edificio Ludington, Chicago, construido en 1891, Monumento Histórico Nacional
- LY Schermerhorn Residence, 124 Scottswood Road, Riverside, Illinois, construido en 1869
- Manhattan Building, Chicago, construido en 1891, Monumento Histórico Nacional
- New York Life Insurance Building, Chicago, construido en 1894
- Second Leiter Building, Chicago, construido en 1889
- Sección West Park District del sistema de bulevares de Chicago
- DKE Shant, Ann Arbor, Míchigan, 1878
- Parte o la totalidad de Garfield Park, 100 N. Central Park Ave., Chicago, listado por NRHP
- Parte o todo el parque Humboldt, delimitado aproximadamente por N. Sacramento y Augusta Blvds., Y N. Kedzie, North y N. California Aves. y W. Division St., Chicago, listados en NRHP
- Illinois Memorial, Parque Militar Nacional de Vicksburg, 1906